# Smart Hashtag 5
La Smart #5 est un SUV électrique produit par le constructeur automobile sino-allemand Smart à partir de 2024 en Chine.

## Présentation
La Smart #5 est dévoilée en images le 14 juin 2024 puis présentée officiellement le 28 août 2024  lors d’un événement à Byron Bay en Australie.

## Caractéristiques techniques
La #5 repose sur la plateforme technique SEA (Sustainable Electric Architecture) spécifique aux modèle électriques du Groupe Geely et de la co-entreprise formée à 50 % avec Mercedes-Benz.

### Motorisations
La #5 est équipée d'une batterie d’une capacité de 100 kWh alimentée en 800 V. Elle est dotée de la fonctionnalité de recharge bi-directionnelle V2L (« Vehicle-to-Load ») permettant d'alimenter un accessoire en 220 V à partir de la prise de courant située dans son coffre.

## Finitions
- Pro
- Pro+
- Premium
- Pulse
- Summit Edition
- Brabus

## Couleurs
- Blanc Digital (métallisé)
- Noir Carbone (métallisé)
- Argent Cyber (métallisé)
- Rouge Laser (métallisé)
- Jaune Lumen
- Vert Futur (métallisé)
- Rubis Pulsar (métallisé)
- Gris Atome (mat)
- Vert Planète (mat)
- Bleu Interstellaire (mat)
- Beige Saturne (mat)

## Concept car
La Smart #5 est préfigurée par le concept car Smart Concept #5 présenté au salon de Pékin en avril 2024.